# تپه گرد قورخ
تپه گرد قورخ مربوط به هزاره اول قبل از میلاد است و در حومه نقده واقع شده و این اثر در تاریخ ۱۶ دی ۱۳۴۵ با شمارهٔ ثبت ۶۱۵ به‌عنوان یکی از آثار ملی ایران به ثبت رسیده است.